# NGC 4561
NGC 4561 este o galaxie spirală situată în constelația Părul Berenicei. A fost descoperită în 1785 de către William Herschel. Se află la o distanță de 19,42 megaparseci de Pământ.